# Tarik Ben Ziyad (613)
Tarik Ben Ziyad (613) je fregata marockého královského námořnictva. Jedná se o plavidlo nizozemské modulární konstrukce typové řady SIGMA (obdoba německé rodiny válečných lodí MEKO), postavené ve verzi Sigma 10513. Představuje vylepšenou verzi indonéské třídy Diponegoro. Fregata vstoupila do služby v prosinci 2011.

## Stavba
Fregata Tarik Ben Ziyad byla objednána roku 2008, v rámci kontaktu na tři nové fregaty třídy Sigma, zadaného nizozemské loděnici Damen Schelde. Zatímco Tarik Ben Ziyad je jediný kus objednaný ve verzi Sigma 10513, zbylé dvě fregaty představují menší typ Sigma 9813. Fregata byla postavena v letech 2009–2011 a do služby vstoupila 23. prosince 2011.

## Konstrukce
Plavidlo je vybaveno bojovým řídícím systémem TACTICOS. Palbu kanónu řídí radar LIROD Mk2 FC, vzdučné cíle sleduje 3D radar typu Smart-S Mk2 a fregata nese rovněž trupový sonar. Hlavňovou výzbroj tvoří jeden 76mm kanón Oto Melara Super Rapid v dělové věži na přídi a dva 20mm kanóny. K obraně proti vzdušným cílům slouží protiletadlové řízené střely MBDA MICA s dosahem 20 km, startující z vertikálních vypouštěcích sil. Údernou výzbroj představují čtyři protilodní střely MM.40 Exocet. Fregata dále nese dva trojhlavňové 324mm torpédomety B515 pro lehká protiponorková torpéda EuroTorp A244/S. Na zádi se nachází přistávací plocha a hangár pro uskladnění jednoho vrtulníku. Pohonný systém tvoří dva diesely SEMT-Pielstick 20PA6B STC, roztáčející dva pětilisté lodní šrouby. Nejvyšší rychlost dosahuje 27,5 uzlu. Dosah je 4000 námořních mil při 18 uzlech.